# Aix (Corrèze)
Pour les articles homonymes, voir Aix.
Pour l’article ayant un titre homophone, voir Eix.
Aix (Ais en occitan) est une commune française située dans le département de la Corrèze en région Nouvelle-Aquitaine.

## Géographie
Aix est baignée par le ruisseau de la Barricade, le Dognon, la Dozanne et par la Sarsonne. La commune comporte de nombreux bois dont le bois des Trois Faulx et fait partie du parc naturel régional de Millevaches en Limousin.
Aix est située à 9 km d'Eygurande, à 11 km d'Ussel et à 17 km de La Courtine.
La gare d'Aix-La Marsalouse est située à La Marsalouse, à 1 km du bourg. Elle n'est plus desservie par les trains TER Nouvelle-Aquitaine et TER Auvergne-Rhône-Alpes reliant Clermont-Ferrand à Limoges-Bénédictins et à Brive-la-Gaillarde, ni même par les autocars.
La sortie 24 de l'autoroute A89 est située à 3 km au sud de la commune. Les viaducs de la Barricade et des Bergères traversés par l'autoroute se situent également sur la commune.

### Climat
Pour des articles plus généraux, voir Climat de la Nouvelle-Aquitaine et Climat de la Corrèze.
Historiquement, la commune est exposée à un climat montagnard.  
En 2020, Météo-France publie une typologie des climats de la France métropolitaine dans laquelle la commune est exposée à un climat de montagne et est dans la région climatique Ouest et nord-ouest du Massif Central, caractérisée par une pluviométrie annuelle de 900 à 1 500 mm, maximale en automne et en hiver.
Pour la période 1971-2000, la température annuelle moyenne est de 8,6 °C, avec  une amplitude thermique annuelle de 14,8 °C. Le cumul annuel moyen de précipitations est de 1 211 mm, avec 13,2 jours de précipitations en janvier et 8,4 jours en juillet. Pour la période 1991-2020, la température moyenne annuelle observée sur la station météorologique la plus proche, située sur la commune d'Ussel à 9 km à vol d'oiseau, est de 9,9 °C et le cumul annuel moyen de précipitations est de 1 156,1 mm,. Pour l'avenir, les paramètres climatiques de la commune estimés pour 2050 selon différents scénarios d’émission de gaz à effet de serre sont consultables sur un site dédié publié par Météo-France en novembre 2022.

## Urbanisme

### Typologie
Au 1er janvier 2024, Aix est catégorisée commune rurale à habitat très dispersé, selon la nouvelle grille communale de densité à 7 niveaux définie par l'Insee en 2022.
Elle est située hors unité urbaine. Par ailleurs la commune fait partie de l'aire d'attraction d'Ussel, dont elle est une commune de la couronne,. Cette aire, qui regroupe 38 communes, est catégorisée dans les aires de moins de 50 000 habitants,.

### Occupation des sols
L'occupation des sols de la commune, telle qu'elle ressort de la base de données européenne d’occupation biophysique des sols Corine Land Cover (CLC), est marquée par l'importance des forêts et milieux semi-naturels (49,9 % en 2018), en diminution par rapport à 1990 (55,2 %). La répartition détaillée en 2018 est la suivante : 
forêts (48,4 %), prairies (28,2 %), zones agricoles hétérogènes (17,4 %), terres arables (2,9 %), milieux à végétation arbustive et/ou herbacée (1,5 %), zones industrielles ou commerciales et réseaux de communication (0,8 %), zones urbanisées (0,6 %).
L'évolution de l’occupation des sols de la commune et de ses infrastructures peut être observée sur les différentes représentations cartographiques du territoire : la carte de Cassini (XVIIIe siècle), la carte d'état-major (1820-1866) et les cartes ou photos aériennes de l'IGN pour la période actuelle (1950 à aujourd'hui).

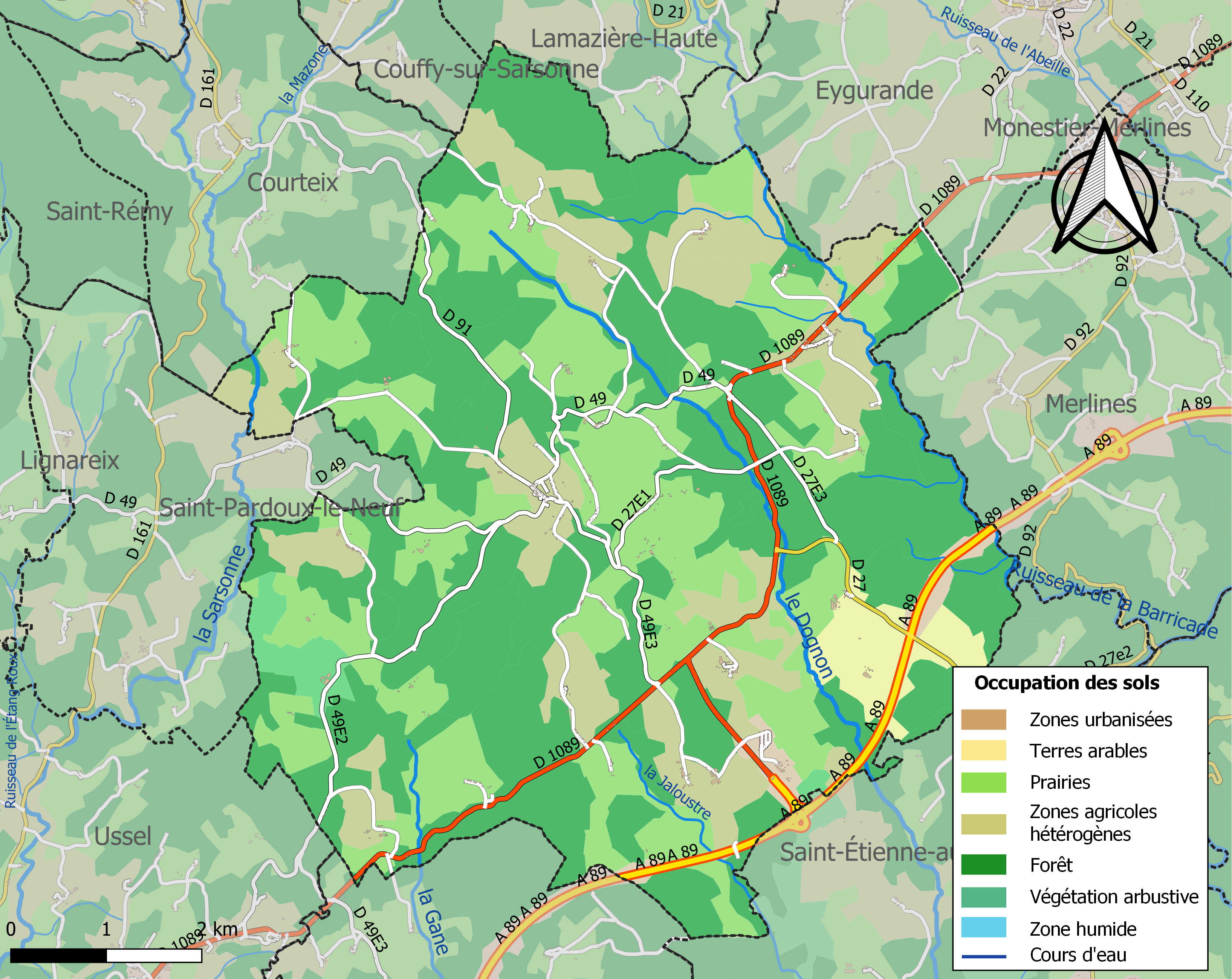
Carte des infrastructures et de l'occupation des sols de la commune en 2018 (CLC).

### Risques majeurs
Le territoire de la commune d'Aix est vulnérable à différents aléas naturels : météorologiques (tempête, orage, neige, grand froid, canicule ou sécheresse), feux de forêts et séisme (sismicité très faible). Il est également exposé à un risque particulier : le risque de radon. Un site publié par le BRGM permet d'évaluer simplement et rapidement les risques d'un bien localisé soit par son adresse soit par le numéro de sa parcelle.

#### Risques naturels

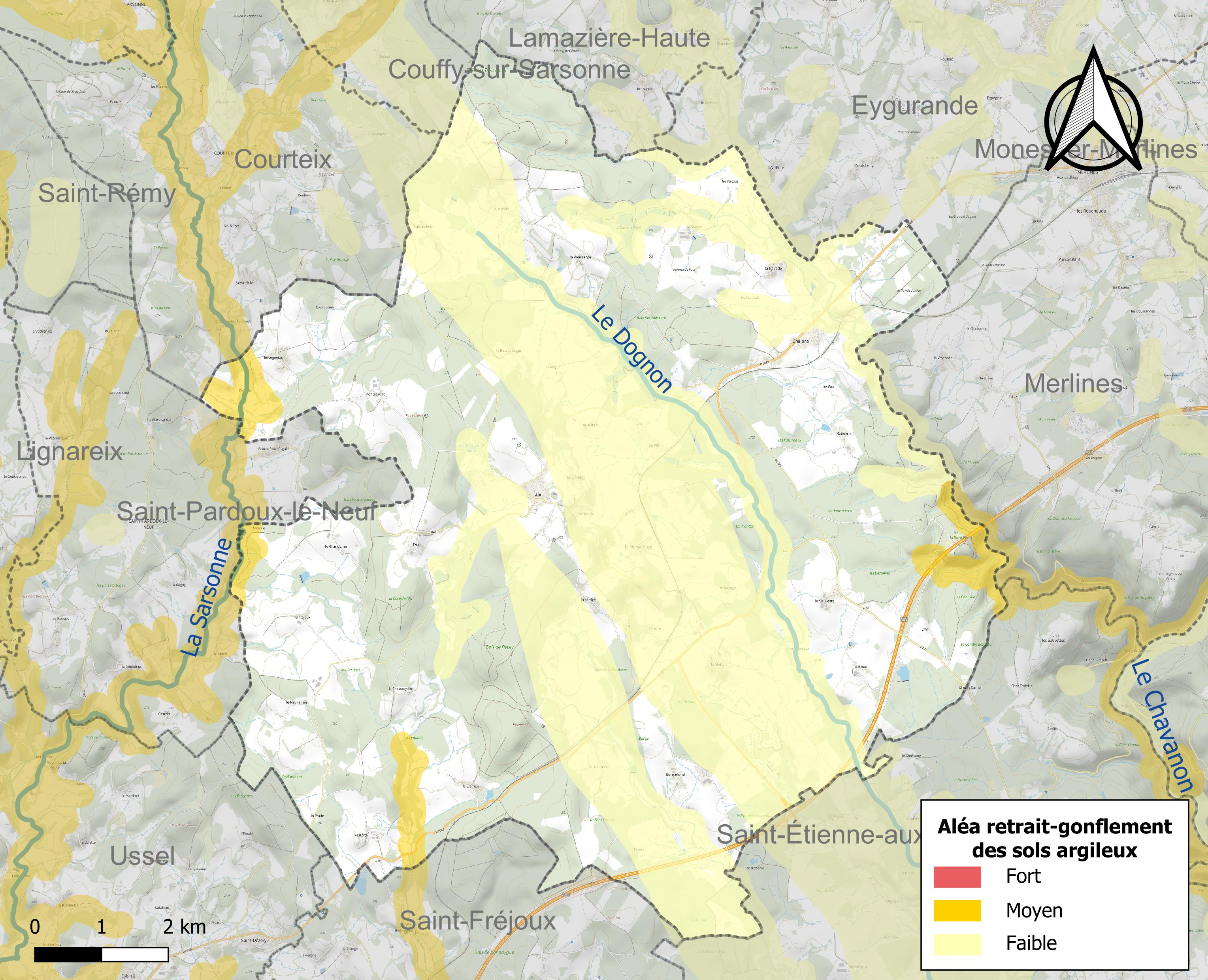
Carte des zones d'aléa retrait-gonflement des sols argileux d'Aix.

Le retrait-gonflement des sols argileux est susceptible d'engendrer des dommages importants aux bâtiments en cas d’alternance de périodes de sécheresse et de pluie. 3 % de la superficie communale est en aléa moyen ou fort (26,8 % au niveau départemental et 48,5 % au niveau national). Sur les 260 bâtiments dénombrés sur la commune en 2019, un est en aléa moyen ou fort, soit 0 %, à comparer aux 36 % au niveau départemental et 54 % au niveau national. Une cartographie de l'exposition du territoire national au retrait gonflement des sols argileux est disponible sur le site du BRGM,.
Concernant les feux de forêt, aucun plan de prévention des risques incendie de forêt (PPRIF) n’a été établi en Corrèze, néanmoins le code de l’urbanisme impose la prise en compte des risques dans les documents d’urbanisme. Le périmètre des servitudes d'utilité publique et des zones d'obligation légale de débroussaillement pour les particuliers est quant à lui défini pour la commune dans une carte dédiée.

#### Risque particulier
Dans plusieurs parties du territoire national, le radon, accumulé dans certains logements ou autres locaux, peut constituer une source significative d’exposition de la population aux rayonnements ionisants. Certaines communes du département sont concernées par le risque radon à un niveau plus ou moins élevé. Selon la classification de 2018, la commune d'Aix est classée en zone 3, à savoir zone à potentiel radon significatif.

## Toponymie
Aix est une formation toponymique gallo-romaine que l'on rencontre du sud au nord sur le territoire de l'ancienne Gaule, voir Aix. Elle est issue du latin aquis, forme à l'ablatif locatif pluriel du latin aqua « eau ».
Ce toponyme latin est à l'origine de celui occitan local : Ais.

## Histoire
La commune est traversée par la voie romaine Lyon - Bordeaux visible en de nombreux endroits.
Son église est du XIIIe siècle. Elle posséda un château aujourd'hui en ruines (il en reste une motte féodale). Une dame d'Aix, Marguerite Leloup de Beauvoir (cf. blason), est mentionnée en 1431. Plus tard, la seigneurie passa aux Ventadour (cf. blason).

## Démographie
| 1793  | 1800 | 1806  | 1821 | 1831  | 1836  | 1841  | 1846  | 1851  |
| ----- | ---- | ----- | ---- | ----- | ----- | ----- | ----- | ----- |
| 1 110 | 968  | 1 027 | 990  | 1 090 | 1 111 | 1 161 | 1 200 | 1 184 |

| 1856  | 1861  | 1866  | 1872  | 1876  | 1881  | 1886  | 1891  | 1896  |
| ----- | ----- | ----- | ----- | ----- | ----- | ----- | ----- | ----- |
| 1 096 | 1 066 | 1 057 | 1 124 | 1 214 | 1 108 | 1 124 | 1 172 | 1 051 |

| 1901  | 1906  | 1911 | 1921 | 1926 | 1931 | 1936 | 1946 | 1954 |
| ----- | ----- | ---- | ---- | ---- | ---- | ---- | ---- | ---- |
| 1 071 | 1 043 | 970  | 816  | 797  | 719  | 703  | 628  | 544  |

| 1962 | 1968 | 1975 | 1982 | 1990 | 1999 | 2006 | 2007 | 2012 |
| ---- | ---- | ---- | ---- | ---- | ---- | ---- | ---- | ---- |
| 537  | 431  | 373  | 371  | 325  | 307  | 371  | 380  | 383  |

| 2017 | 2022 | - | - | - | - | - | - | - |
| ---- | ---- | - | - | - | - | - | - | - |
| 392  | 367  | - | - | - | - | - | - | - |

Les habitants sont appelés les Aixois.

## Culture locale et patrimoine

### Lieux et monuments
- Voie romaine Lyon - Bordeaux bien visible (entre La Chassagnite et la gare d'Aix).
- Motte féodale à l'est du bourg.
- Église Saint-Martin construite au XIIe siècle : nef en berceau avec traces de peintures, chœur gothique, très beau retable baroque provenant (tradition orale) de l'abbaye de Bonnaigue (dans les environs de la commune de Saint-Fréjoux). Tableau et statues XVIIe siècle. Clocher XIXe siècle.
- Moulin de la Chassagnite, un des rares moulins à eau en état de marche.

### Tourisme
- Beau panorama sur le Puy de Dôme et les monts Dore (au sortir du bourg au nord sur la D 49).
- Randonnée : chemin de la factrice, 17 km, balisé départ mairie. Circuit de la Chassagnite (panneau no 13), 13 km, emprunte la voie romaine. Circuit Chamina 42 Voie romaine, 6 km (balisage jaune intermittent).
- Circuit VTT (voir circuits Corrèze).

### Personnalités liées à la commune
- Annie Lhéritier (1952-), conseillère générale du canton d'Eygurande entre 1979 et 1992 et chargée de mission puis cheffe de cabinet du président Jacques Chirac.
- Alain Ballay (1954-), né à Besançon, conseiller municipal de Aix entre 2014 et 2020 et député de la Corrèze de 2016 à 2017.

### Héraldique
| Blason de Aix (Corrèze) | Blason  | D'azur au loup passant d'or, au franc-quartier échiqueté de gueules et d'or.                                                                          |
| Blason de Aix (Corrèze) | Détails | Le loup rappelle la famille du même nom. Le franc-quartier quant à lui porte les armes de Ventadour. Le statut officiel du blason reste à déterminer. |